# Luigi Ruggero II de Ventimiglia

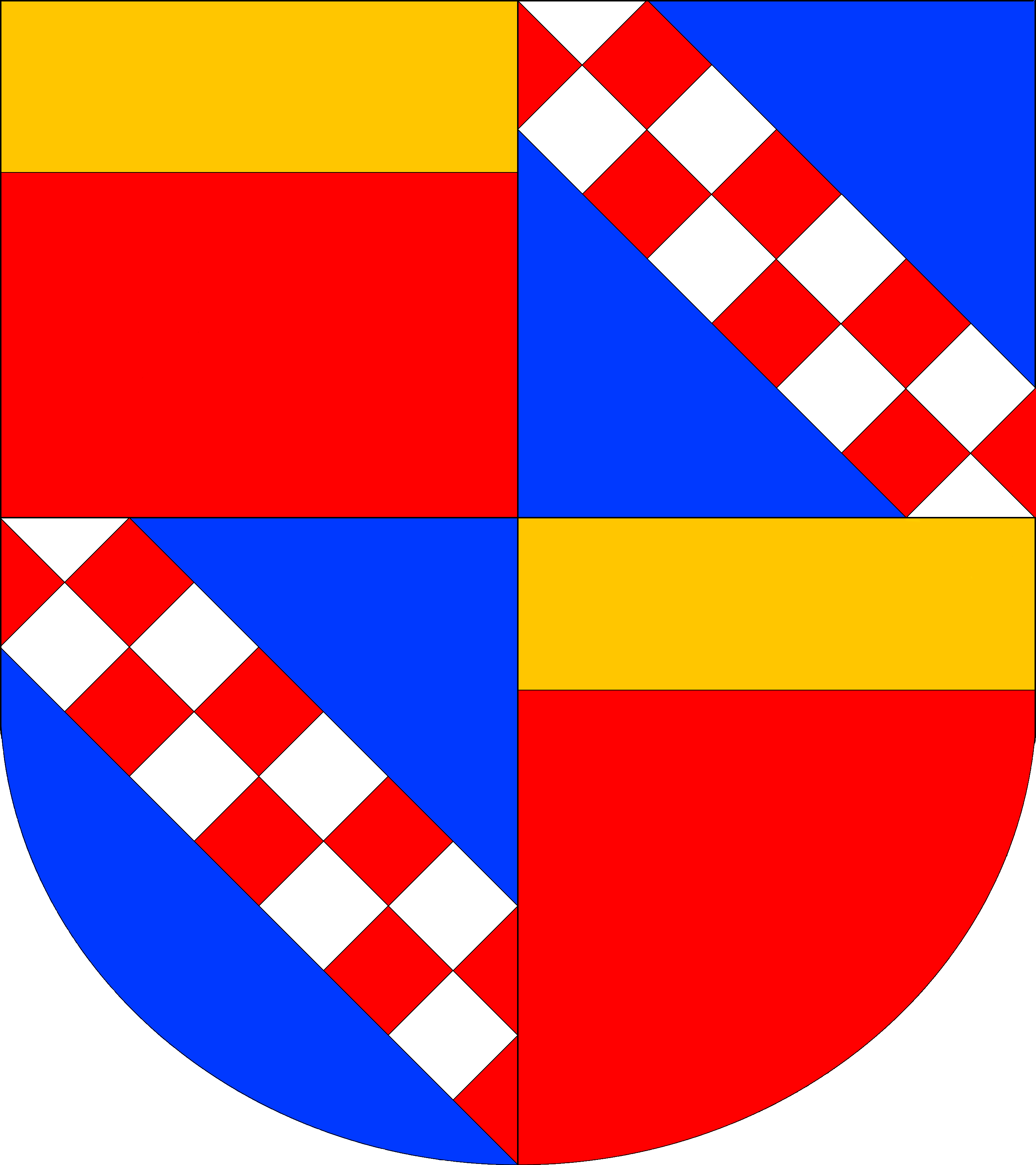
Escudo de armas del marqués de Irache: casa de Ventimiglia combinado con la casa de Altavilla, desde 1433.

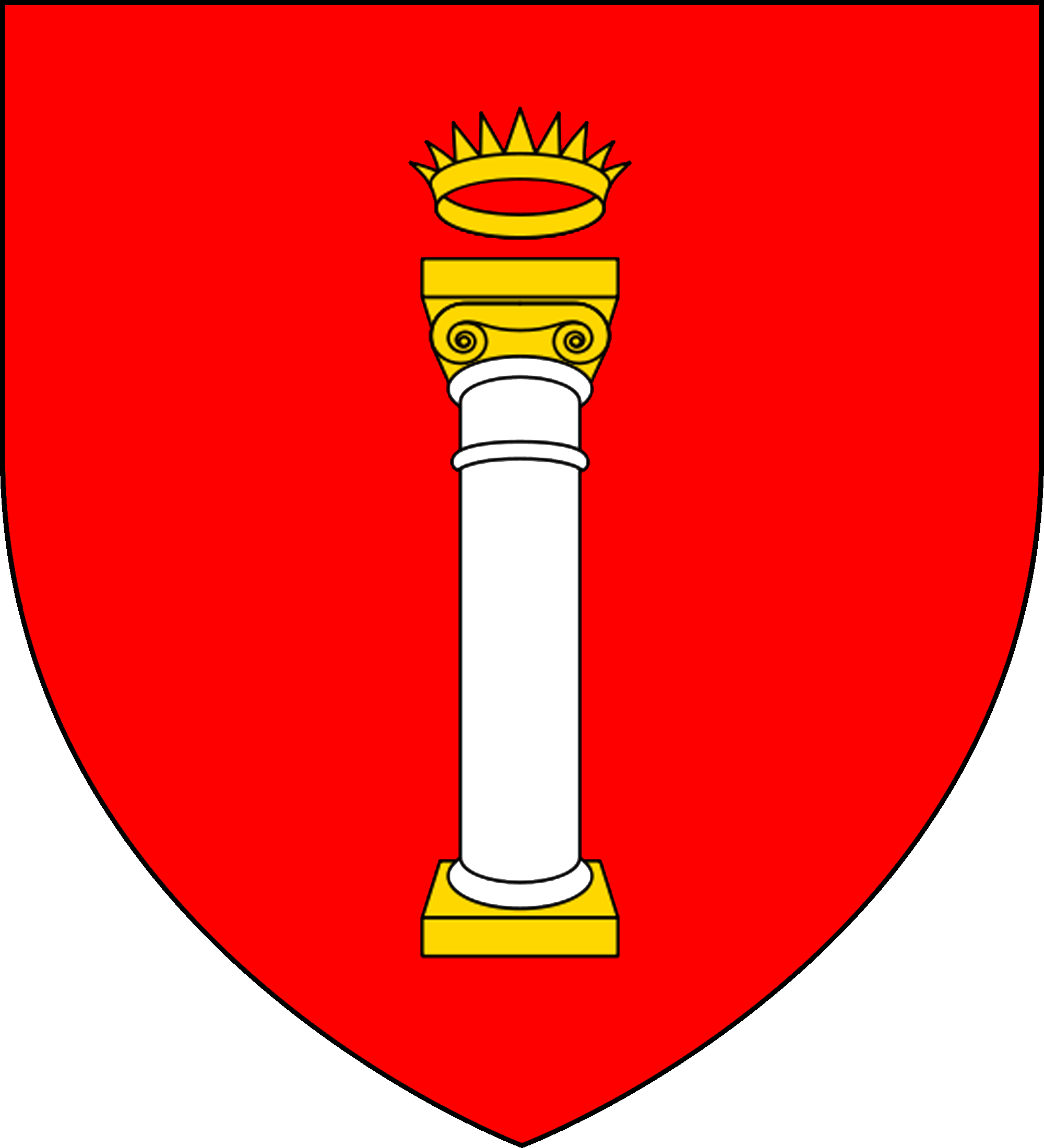
Casa de Colonna.

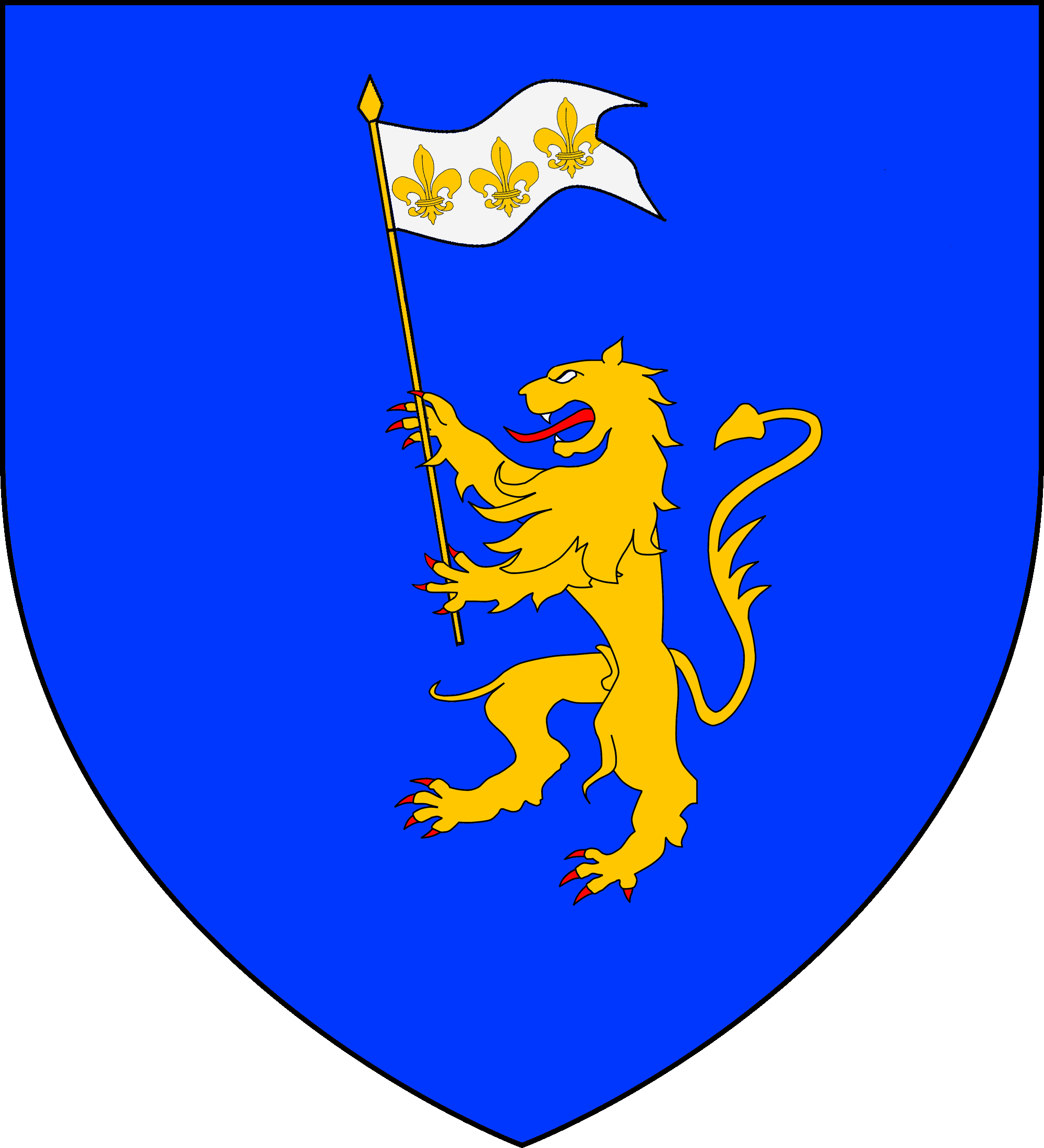
Casa de Branciforte.

Luigi Ruggero II de Ventimiglia Sanseverino (25 de diciembre de 1705-9 de diciembre de 1771) fue un noble siciliano de la casa de Ventimiglia, hijo de  Luigi Ruggero II de Ventimiglia Sanseverino y de su esposa Livia Antonia Sanseverino Fardella  ( Altomonte 17 de enero de 1672 - Nápoles, 8 de enero de 1749), hija de don Carlo Maria Sanseverino Borromeo (Altomonte, 15 de agosto de 1677 - 5 de marzo de 1704), IX príncipe de Bisignano, XV conde de Tricarico e Chiaromonte, duque de San Marco, X conde de Saponara, conde de Altomonte, Primo príncipe del regno de Napoli, grande de España de primera clase, barón de Mendicino, Carole, Domanico ecc., señor de San Chirico y otras tierras a la muerte de su abuelo) y de su esposa doña Ana Maria Fardella y Gaetani, V princesa de Pacheco, III princesa de Montemiletto, IX baronesa de S. Lorenzo, IX señora de la Salina de la Grazia, VII Señora de la tonnara de San Giuliano, e hija de Giovanni Francesco Fardella, II príncipe de Pacheco (1623, a la muerte de su padre, Plácido Fardella), y de su esposa Topazia de Gaetani e Saccano (Palermo, 24 de mayo de 1639 - Altomonte 29 de octubre de 1709). Livia Antonia, cuando se casó con Giovanni VI de Ventimiglia ya era viuda del príncipe de Montemiletto, don Carlo de Tocco, de la casa Tocco de Nápoles.

## Títulos
- XIX marqués de Irache.[2]
- XXXIII conde de Geraci.
- Grande de España.[3]
- XII príncipe de Castelbuono.
- Príncipe del S.R.I.
- Príncipe de Belmontino.
- Barón de Pollina y de San Mauro.
- Señor de Bonanotte, Rupa, Calabrò, Graziano, Gallidoro, Gebbiarossa, Grasta, Miano, Ovitello y Tavernolo.
- Gentiluomo de Camera del rey Carlo Emanuele III de Nápoles.
- Cavaliere dell’Ordine Reale del Cordon Rosso de San Gennaro.[4]
- Cavaliere della Suprema Ordine della SS Anunziata da Carlo Emanuelle III (con el consenso de la corte de las Dos Sicilias)

## Biografía
Il 27 de diciembre de 1705 tuvo como padrino de bautismo a Luis XIV, rey de Francia, el cual delegó en el Virrey don Isidoro de la Cueva.
Obtuvo la prerrogativa de Diritto di merum et mixtum inperium, con la que fue investido en 1749.
Fue patrono único del Monasterio de Santa María del Parto, en Castelbuono, del que tenía privilegio para elegir al Abad, y de la que poseía una renta anual de 1000 escudos.
Rescató los feudos de Calabro, Rupa y Bonanotte, previamente embargados y vendió a su vez el principado de Belmontino a Giovanni Settimo.
Murió en Nápoles el 9 de diciembre de 1771, sin descendencia, tal y como resulta de un acta de la parroquia de San Liborio, pero habiendo redactado ese mismo día un acta con sus últimas voluntades ante el notario Pietro Emilio Marinelli, de Nápoles.

## Matrimonio y descendencia
Casó Luigi Ruggero II de Ventimiglia Sanseverino el 29 de abril de 1724 y en primeras nupcias con doña María Teresa Montcada Ventimiglia, (*20 de marzo de 1708, +2 de abril de 1739) hija de Luigi Guglielmo de Montcada, duque de San Giovanni, y de su esposa Giovanna Ventimiglia Pignatelli, nieta de Francesco Roderico IV de Ventimiglia, XII marqués de Irache. No tuvieron descendencia.
Casó en segundas nupcias con doña Rosalía Colonna-Romano Branciforte, hija de don Giovanni Antonio Colonna Romano, marqués de Fiumedinisi, grande de España de primera clase, príncipe del Sacro Romano Imperio, gentilhombre de cámara, cavaliere de San Gennaro (5 de enero de 1759), cavaliere del Supremo Ordine della SS. Anunziata, asesor de don Carlo Emanuele III de Cerdeña, de la casa ducal de Cesarò y de su esposa doña Eleonora Branciforte, hija de los príncipes de Butera. Tampoco tuvo descendencia de este enlace.
Murió sin descendencia, a pesar de sus dos matrimonios, así que le sucedió su primo Giovanni Luigi de Ventimiglia Spinola, XX marqués de Irache.

## Línea de sucesión en elmarquesado de Irache
| Predecesor: Giovanni VI de Ventimiglia Arduino | Casa de Ventimiglia | Sucesor: Giovanni Luigi de Ventimiglia Spinola |